# Century (criquet)
Un century o cent és una puntuació individual de més de cent curses aconseguides per un batedor durant una entrada d'un partit de criquet.

## Definicions
Un batedor consegueix un century quan anota cent curses en una sola entrada d'un partit de criquet. Aquesta és una actuació individual significativa per a un jugador. El nombre de centuries que assoleix un jugador durant la seva carrera sol ser citat a les seves estadístiques.
Parlem de doble century per a una puntuació individual superior a dues-centes curses, de triple century per a una puntuació individual superior a tres-centes curses, etc.

## Història
El primer century conegut es deu a un jugador anglès, John Minchull, que va aconseguir una puntuació de 107 curses el 1767 per a l'equip de Duke of Dorset contra Wrotham. En un joc considerat pels estadístics com «major», John Small és l'autor d'una actuació semblant, amb 136 curses amb Hampshire contra Surrey el 1775.
El primer century anotat en un partit internacional en el format Test cricket va ser obra de l'australià Charles Bannerman. En l’anada del primer partit de prova de la història, jugat al Melbourne Cricket Ground contra l’equip d'Anglaterra, va anotar 165 curses.
En criquet de primera classe, l'anglès WG Grace el 1895 es va convertir en el primer jugador a obtenir la marca dels cent centuries de la seva carrera. L'últim jugador a aconseguir aquesta actuació és el seu compatriota Mark Ramprakash, l'any 2008.

## Registres
Des de W. G. Graceu fins a Mark Ramprakash, només vint-i-cinc jugadors, la majoria anglesos, han marcat més de cent centuries en criquet de primera classe. Donald Bradman és qui va necessitar menys jocs per aconseguir aquesta actuació. Ningú ha marcat més que Jack Hobbs al cricket de primera classe: va gestionar 197 o 199 segons els estadístics. A nivell internacional, l'indi Sachin Tendulkar ha anotat 42 centuries en Test cricket i 42 en One-day International, dos rècords mundials.

### Criquet de primera classe i criquet de prova
Les estadístiques de criquet de prova (nivell internacional) compten per a les actuacions de criquet de primera classe (forma general que inclou criquet de prova).
| Registre                                | Prova                                                                               | Primera classe                                              |
| --------------------------------------- | ----------------------------------------------------------------------------------- | ----------------------------------------------------------- |
| Nombre de centuries                     | Sachin Tendulkar, Índia (40)                                                        | Jack Hobbs, Anglaterra (197 o 199)                          |
| Nombre de centuries dobles              | Donald Bradman, Austràlia (12)                                                      | Donald Bradman, Austràlia (37)                              |
| Nombre de centuries triples             | Donald Bradman, Austràlia Brian Lara, Índies Occidentals Virender Sehwag, Índia (2) | Donald Bradman, Austràlia (6)                               |
| Nombre de centuries quàdruples          | Brian Lara, Índies Occidentals (1)                                                  | Bill Ponsford, Austràlia Brian Lara, Índies Occidentals (2) |
| Nombre de quintuples-centuries          |                                                                                     | Brian Lara, Índies Occidentals (1)                          |
| Percentatge de rondes inclòs un century | Donald Bradman, Austràlia (36.25 %)                                                 |                                                             |

### Altres formats
A One-day International, Sachin Tendulkar va anotar 42 centurys. Va anotar un total de 53 a la llista A de cricket (forma general que inclou l’One-day International), que és un altre rècord mundial A Twenty20 International només Chris Gayle ha aconseguit un century fins ara